# 双子城微风号列车
双子城微风号列车（英語：Twin Cities Zephyr）是一列由芝加哥、伯靈頓和昆西鐵路（CB&Q）营运、运行于伊利诺伊州芝加哥和明尼苏达州明尼阿波利斯-圣保罗都会区之间的流线型旅客列车，也是继先锋者微风号列车之后伯灵顿铁路推出的第二列微风号系列列车。第一对双子城微风号列车于1935年4月21日正式投入商业运行，采用两列相同的3辆编组柴油动车组营运，每天往返芝加哥和明尼阿波利斯之间一次；同年6月2日起，为了应付客流需求和提升车辆运用效率，伯灵顿铁路增开第二对双子城微风号列车，两组列车每天各自往返芝加哥和明尼阿波利斯之间一次，上午出发的列车被命名为早晨微风号列车（Morning Zephyr），下午返程的列车则被命名为午后微风号列车（Afternoon Zephyr）。1936年12月18日，巴德公司新造的两列7辆编组柴油动车组交付伯灵顿铁路，成为了第二代的双子城微风号列车，而原来的两列第一代列车则转用于开行奥札克之州微风号列车（Ozark State Zephyr）和山姆·休斯敦微风号列车（Sam Houston Zephyr）。1947年，由E7型柴油机车和巴德不锈钢客车构成的第三代的双子城微风号列车投入服务，而原来的第二代列车则转用于新开行的内布拉斯加微风号列车。1971年5月1日，接管了当时全美20家大型铁路公司客运业务的美国国家铁路客运公司开始营运，长年亏损的双子城微风号列车亦正式宣告停运。